# Catalyse de Ziegler-Natta
La catalyse de Ziegler-Natta, ou procédé Ziegler-Natta, est un procédé industriel de production de polyoléfines à tacticité contrôlée. Mis au point par Karl Ziegler et Giulio Natta au début des années 1950, ce procédé leur valut le prix Nobel de chimie en 1963. Il repose historiquement sur la polymérisation coordinative à l'aide de catalyseurs mixtes formés d'un composé organométallique des groupes I, II ou III du groupe principal, c'est-à-dire des groupes 1, 2 et 13 du tableau périodique (par exemple le triéthylaluminium Al2(C2H5)6) activant un composé de métal de transition, principalement des groupes 4, 5 et 6 (par exemple le tétrachlorure de titane TiCl4). Ce procédé  de catalyse hétérogène a par la suite connu plusieurs optimisations, les générations plus récentes de catalyseurs Ziegler-Natta faisant par exemple intervenir des complexes de zirconium ou d'hafnium à ligands ansa-métallocènes de cyclopentadiényle, fluorényle, indényle, etc. activés par un méthylaluminoxane (catalyseurs de Kaminsky) mais peuvent aussi faire appel à des ligands multidentés à base d'oxygène et d'azote dans le cadre d'une catalyse homogène. Le procédé Ziegler-Natta trouve une application technique dans la synthèse industrielle du polyéthylène et du polypropylène, particulièrement dans la polymérisation d'alcènes terminaux (éthylène et alcènes à groupe vinyle) :
n CH2=CHR ⟶ –[CH2–CHR]n –.

## Histoire
Le polyéthylène est produit par polymérisation radicalaire depuis 1938 à des pressions atteignant 300 MPa et des températures allant jusqu'à 300 °C. Au début des années 1950, une équipe de la Phillips Petroleum Company découvrit des catalyseurs au chrome permettant la polymérisation de l'éthylène à basse température, ce qui aboutit à la mise au point du catalyseur Phillips. En 1953, Karl Ziegler découvrit que l'éthylène pouvait être polymérisé en polyéthylène à des pressions et des températures proches des conditions ambiantes normales à l'aide de tétrachlorure de titane TiCl4 activé au chlorure de diéthylaluminium [(CH3CH2)2Al(µ-Cl)]2. Le polyéthylène produit de cette manière, dit polyéthylène haute densité (PE-HD), avait des propriétés mécaniques différentes de celles du polyéthylène produit jusqu'alors par polymérisation radicalaire à pression et températures élevées, dit polyéthylène basse densité (PE-LD), car il était linéaire et non pas ramifié, d'où un taux de cristallinité plus élevée, ce qui lui conférait une dureté et une raideur également plus élevées. Ce procédé fut mis en œuvre industriellement quelques mois après sa découverte. Giulio Natta utilisa du trichlorure de titane α-TiCl3 activé par du triéthylaluminium Al2(CH2CH3)6 pour obtenir le premier polypropylène isotactique.

Tacticité du polypropylène.
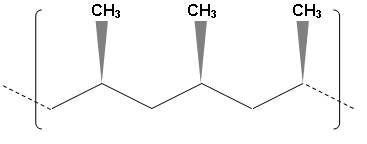
Isotactique.
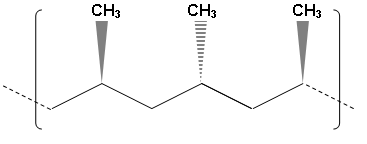
Syndiotactique.

Dans les années 1970, le chlorure de magnésium MgCl2 se révéla être un activateur très efficace des catalyseurs à base de titane tels que TiCl4, au point qu'il n'était plus nécessaire d'éliminer les résidus de catalyseur du produit final. Ceci a permis la commercialisation de polyéthylène basse densité linéaire (PE-LLD) et le développement de copolymères non cristallins. À titre indicatif, le degré de ramification de ces différents types de polyéthylène peut être schématisé de la façon suivante :
| PE-LD  | Représentation schématique de PE-LD (polyéthylène basse densité)           |
| PE-HD  | Représentation schématique de PE-HD (polyéthylène haute densité)           |
| PE-LLD | Représentation schématique de PE-LLD (polyéthylène basse densité linéaire) |

## Catalyseurs
La plupart des catalyseurs Ziegler-Natta et tous leurs cocatalyseurs alkylaluminium réagissent au contact de l'air, les composés organoaluminiques utilisés étant pyrophoriques. Ces substances sont par conséquent toujours préparées et manipulées sous atmosphère inerte.

### Hétérogènes
La première génération de catalyseurs Ziegler-Natta pour la polymérisation des alcènes, à base de titane (et parfois de vanadium), peut être divisée en deux groupes :
- catalyseurs permettant l'homopolymérisation de l'éthylène et la copolymérisation éthylène/alcène-1 conduisant à des copolymères à faible teneur en alcènes terminaux (PE-LLD de 2 à 4 % molaires) ;
- catalyseurs permettant la production d'alcènes terminaux isotactiques.

Ces deux groupes de catalyseurs ne se superposent quasiment pas car ils répondent à des spécifications très différentes. Les catalyseurs disponibles commercialement sont liés à un solide présentant une surface spécifique élevée. Le tétrachlorure de titane TiCl4 et le trichlorure de titane TiCl3 donnent tous les deux des catalyseurs actifs,. Le chlorure de magnésium MgCl2 est le support dans la plupart des cas. On fait également intervenir le plus souvent un troisième élément sous forme d'un matériau porteur (carrier en anglais) qui détermine la taille et la forme des particules de catalyseur. Il s'agit généralement de sphères de silice SiO2 amorphe microporeuse (en) d'un diamètre de 30 à 40 mm. Les composés de titane et le MgCl2 sont logés dans les pores des billes de silice. Ces catalyseurs sont tous activés avec des composés organoaluminiques tels que le triéthylaluminium Al2(CH2CH3)6.
Tous les catalyseurs Ziegler-Natta hétérogènes pour la polymérisation du propylène et des alcènes terminaux supérieurs sont préparés avec TiCl4 comme principe actif et MgCl2 comme support. Un adjuvant organique, généralement un ester de diacide aromatique ou un diéther, réagit aussi bien avec les ingrédients inorganiques solides des catalyseurs qu'avec les cocatalyseurs organoaluminiques. De tels catalyseurs agissent sur le propylène et les alcènes terminaux supérieurs pour produire des polymères isotactiques très cristallins,.

### Homogènes
Une seconde génération de catalyseurs Ziegler-Natta est soluble dans le milieu réactionnel. Ce sont traditionnellement des dérivés de métallocènes, mais ces catalyseurs se diversifient significativement jusqu'à inclure des ligands azotés. Les catalyseurs de Kaminsky les plus simples ont pour formule générale Cp2MCl2, où M = Zr ou Hf (respectivement dichlorure de zirconocène ou dichlorure d'hafnocène). Ce sont des dérivés de métallocènes parfois complexes,,, activés par un méthylaluminoxane (MAO) de type −[O−Al(CH3)]n−, qui permettent d'atteindre un niveau de contrôle microstructural incacessible aux catalyseurs hétérogènes.

Catalyseurs de Kaminsky.
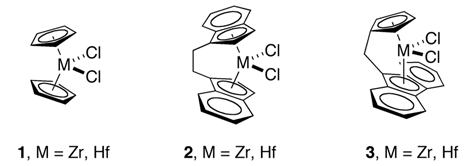
L'utilisation de métallocènes (1) pour la polymérisation du propylène donne du polypropylène atactique, tandis que les systèmes catalytiques à base de métallocènes à indényles pontés de symétrie C2 (2) ou à fluorényl-cyclopentadiényle pontés de symétrie Cs (3) produisent des polymères respectivement isotactiques et syndiotactiques.
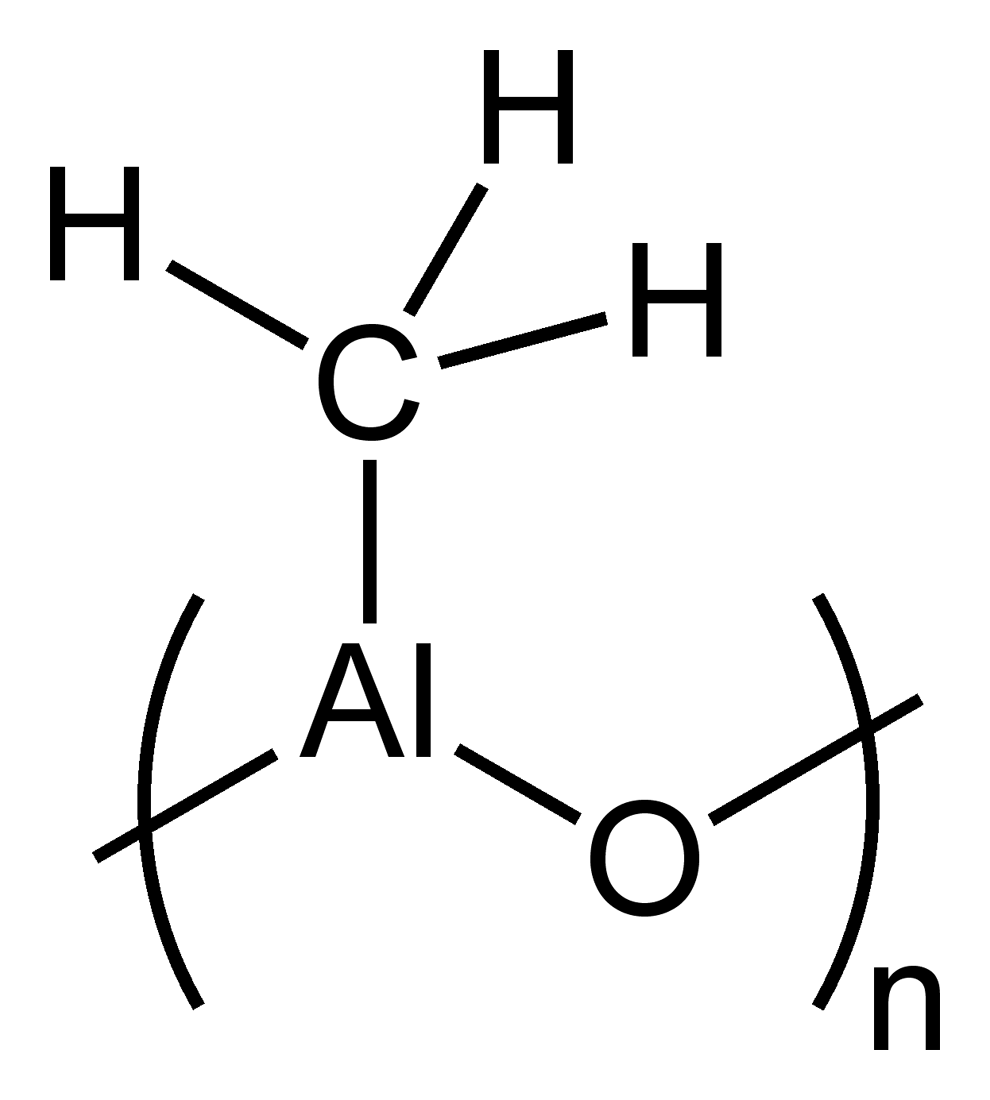
Méthylaluminoxane.

Une troisième génération de catalyseurs Ziegler-Natta, dite post-métallocène, fait généralement intervenir des ligands α-diimine (en) électriquement neutres et stériquement volumineux coordonnés à divers métaux de transition tels que le fer, le nickel ou le palladium, ces complexes étant activés par du méthylaluminoxane (MAO), comme pour les catalyseurs à métallocènes :
- Catalyseurs post-métallocènes (en).

Catalyseurs post-métallocènes.
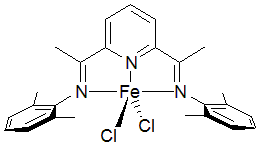
Catalyseur à ligand diiminopyridine (en).
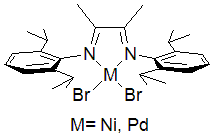
Exemple de ligand α-diimine (en) neutre.
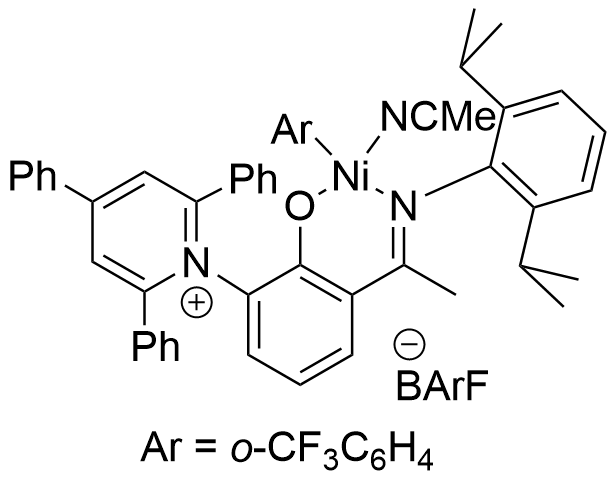
Ligand substitué très accepteur d'électrons[15].
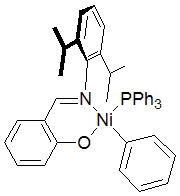
Ligand anionique à base de Schiff.

## Mécanisme
La structure des centre actifs des catalyseurs Ziegler-Natta est bien établie pour ceux à métallocènes. Un complexe simplifié comme le dichlorure de zirconocène Cp2ZrCl2 est un précatalyseur typique. Il ne réagit pas avec les alcènes, mais les deux halogénures réagissent avec le méthylaluminoxane (MAO) pour former un cation métallocénium Cp2CH3 qui utilise certains dérivés du MAO comme contre-ions. Le polymère croît par insertions multiples sur les doubles liaisons C=C de molécules d'alcènes terminaux au niveau de la liaison Zr−C du cation :
Plusieurs milliers d'insertions se produisent à chaque centre actif, ce qui donne de longues chaînes de polymère liées à ces centres. La croissance stéréospécifique de polymères est décrite par le mécanisme de Cossee-Arlman (en). Ce modèle considère que les polymères croissent par coordination des alcènes sur un site vacant de l'atome de titane suivie par l'insertion d'une double liaison C=C sur la liaison Zr−C du centre actif,.

## Applications
Au niveau industriel, la catalyse de Ziegler-Natta est utilisée pour la production par polymérisation coordinative du polyéthylène haute densité (PE-HD), du polyéthylène basse densité linéaire (PE-LLD), du polyéthylène à très basse densité (PE-VLD) et du polypropylène isotactique (iPP).